# Padre Carvalho
Padre Carvalho är en kommun i Brasilien.   Den ligger i delstaten Minas Gerais, i den sydöstra delen av landet, 600 km öster om huvudstaden Brasília. Antalet invånare är 5 834.
I omgivningarna runt Padre Carvalho växer i huvudsak städsegrön lövskog. Runt Padre Carvalho är det glesbefolkat, med 12 invånare per kvadratkilometer.